# الأرض المتجمدة
الأرض المتجمدة (بالإنجليزية: The Frozen Ground)‏ هو فيلم إثارة أمريكي صدر في 2013 من تأليف وإخراج سكوت ووكر في أول عمل له، مستوحى عن قصة البحث الحقيقية عن القاتل المتسلسل روبرت هانسن في ثمانينات القرن الماضي. الفيلم من بطولة نيكولاس كيج وجون كيوزاك وفانيسا هادجنز.

## طاقم التمثيل
- نيكولاس كيج
- جون كيوزاك
- فانيسا هادجنز

## القصة
يدور الفيلم حول التحقيقات التي يقوم بها المحقق غلين “كايج” من أجل الإيقاع بقاتل متسلسل أمضى 13 عاما في تنفيذ جرائمه. . حيث يستفيد المحقق من المعلومات التي تصل إليه عبر فتاة “هدجنز” تنجح في الهروب من قبضة القاتل.

## الميزانية والإيرادات
بلغت تكلفة إنتاج الفيلم حوالي 27,220,000 دولار.

## روابط خارجية
- الأرض المتجمدة على موقع IMDb (الإنجليزية)
- الأرض المتجمدة على موقع ميتاكريتيك (الإنجليزية)
- الأرض المتجمدة على موقع روتن توميتوز (الإنجليزية)
- الأرض المتجمدة على موقع قاعدة بيانات الأفلام العربية
- الأرض المتجمدة على موقع ألو سيني (الفرنسية)
- الأرض المتجمدة على موقع Turner Classic Movies (الإنجليزية)
- الأرض المتجمدة على موقع أول موفي (الإنجليزية)
- الأرض المتجمدة على موقع قاعدة بيانات الفيلم (الإنجليزية)
- الأرض المتجمدة على موقع ليتربوكسد (الإنجليزية)
- الأرض المتجمدة على موقع كينوبويسك (الروسية)